# Alaimus hamulus
Alaimus hamulus is een rondwormensoort uit de familie van de Alaimidae.